# Florent Manaudou
Florent Manaudou (ur. 12 listopada 1990 w Villeurbanne) – francuski pływak, mistrz olimpijski (2012) i wielokrotny mistrz świata.

## Kariera pływacka
Zdobył złoty medal na igrzyskach olimpijskich w 2012 w konkurencji 50 m stylem dowolnym z czasem 21,34 s. W 2013 podczas mistrzostw świata w Barcelonie wywalczył złoto w sztafecie 4 x 100 m stylem dowolnym. Wystartował także na dystansie 50 m kraulem i zajął piąte miejsce z czasem 21,64 s.
Z mistrzostw świata na krótkim basenie w 2014 wrócił z sześcioma medalami, w tym trzema złotymi, dodatkowo w konkurencji 50 m stylem dowolnym i 50 m stylem grzbietowym ustanowił nowe rekordy świata.
Podczas mistrzostw świata w Kazaniu wywalczył trzy złote medale; na dystansie 50 m kraulem uzyskał czas 21,19; w konkurencji 50 m stylem motylkowym w półfinale z czasem 22,84 poprawił rekord Francji, a w finale uzyskał wynik 22,97 i zajął pierwsze miejsce; płynął w wyścigu sztafet 4 x 100 m stylem dowolnym, w którym reprezentacja Francji uplasowała się na pierwszym miejscu.
Na igrzyskach olimpijskich w Rio de Janeiro zdobył dwa srebrne medale, jeden na dystansie 50 m stylem dowolnym (uzyskał czas 21,41), a drugi w sztafecie 4 x 100 m stylem dowolnym.
We wrześniu 2016 ogłosił zawieszenie kariery pływackiej, ponieważ zdecydował skupić się na trenowaniu piłki ręcznej.

### Rekordy świata (basen 25 m)
| Konkurencja             | Rezultat | Data           | Miejsce | Status                            |
| ----------------------- | -------- | -------------- | ------- | --------------------------------- |
| 50 m stylem dowolnym    | 20,26    | 5 grudnia 2014 | Doha    | do 20 grudnia 2019 Caeleb Dressel |
| 50 m stylem grzbietowym | 22,22    | 6 grudnia 2014 | Doha    | aktualny                          |

## Życie prywatne
Jest młodszym bratem Laure, francuskiej pływaczki i medalistki olimpijskiej.